# 天主是愛
《天主是愛》（拉丁語：Deus Caritas Est）通諭是教宗本篤十六世的第一篇通諭，原文是以本篤十六世本人的母語德語寫成的，而後再翻譯成拉丁文。公佈於2006年1月26日，而在通諭末尾的落款則是2005年12月25日。
通諭全篇42節，約七十五頁，共分兩大部分：第一部分的標題是《愛在創造和救恩史中的一致》，分為五章，從神學和哲學角度分析各種愛的意涵，以希臘文中出現的二種愛：男女兩性之愛（eros）和共用之愛（agape）和基督宗教信仰中的愛德作對應，為主要分析重點；第二部分的標題是《愛德，教會作為愛的團體對愛的實踐》，這一部分有六個章。講述教會團體該如何實行愛的行動。

## 標題
該通諭的拉丁原文標題《Deus Caritas Est》，依照慣例而取自通諭的頭二個詞。由於開頭的引言本篤十六世引用了新約聖經若望一書（也翻成約翰一書）的第4章第16節的後半段。

## 大綱
通諭開頭本篤十六世引用了若望一書藉此強調愛乃是基督信仰的核心這項教理，以及說明由於今日的世界有時候竟然因總總原因而在某些場合把天主與仇恨和暴力連結在一起，因此這引發他選用『愛』當作他任內的第一篇通諭的主題。
天主是愛通諭分為二部份，第一部分《愛在創造和救恩史中的一致》是在學術上用哲學角度去分析愛的意涵，提到希臘文中三種能表達愛的字eros：男女之間一類的愛、philia:友愛和agape:超性的純愛。從分析eros和agape的分別開頭，進而說明這二種愛的不能分離。最後能在耶穌內統合二者而達成完滿的大愛，且論及愛不能僅對於天主而是同時需愛近人。
第二部分《愛德，教會作為愛的團體對愛的實踐》以實務為主，從新約聖經的宗徒大事錄(也翻成使徒行傳)所記載的初期基督徒團體和其他史料提及的初期教會的愛德的描述去論述教會組織應是愛德的團體。爾後從十九世紀開始的社會體制的改變，對「正義」的訴求被提出，世俗政府中認為由社會正義的行使以取代愛德行為來解除社會問題的觀念逐漸高漲。但另一方面，本篤十六世以提出良十三世教宗的《新事》，到他的前任若望保祿二世的《工作》、《關懷社會事務》和《一百年》等歷任教宗的通諭說明教會也會對應當時的社會問題而改變。進而分析政府和教會的角色定位，維持社會正義的是政府的職責以及根源，並強調雖然二者在正義的題材上會相遇，但是教會不能去在正義行使上取代政府及國家，社會正義的維護是由政府來體現而非教會。而就算有政府的維護正義，依然不能忽視愛的必要。以此界定了教會與政府的分別。而在論及愛德的實行中也強調教會愛德的行動只能是不求回報的付出，不能成為傳教的工具或有附加條件。最後再度強調作為基督徒從愛德中與天主的調和的重要。

## 外部連結
- 《天主是愛》中文版（繁體中文）
- 《天主是愛》中文版 （页面存档备份，存于）（简体中文）